# ورلي العيون
ورلي العيون (الاسم العلمي:†Varanops) هو جنس منقرض من الحيوانات يتبع فصيلة ورلية العيون من رتبة البليكوصوريات.

## أنواع ورلي العيون
- ورلي العيون قصير المنقار